# Jenny Upari
Jenny Maria Upari, née Jenny Maria Kilpiäinen le 30 juillet 1882 à Viipuri et morte le 9 avril 1948 à Sipoo, est une femme politique et syndicaliste finlandaise. Étant l'une des dix-neuf premières femmes élues au Parlement finlandais, elle est l'une des premières femmes au monde à siéger dans une assemblée législative nationale.

## Biographie
Tisserande, résidant à Vyborg, elle devient secrétaire et trésorière de la Fédération des femmes ouvrières.
En 1906, la Finlande devient le troisième pays au monde à accorder le droit de vote aux femmes (après la Nouvelle-Zélande en 1893 et l'Australie en 1902), et le deuxième à leur reconnaître le droit de se porter candidates aux élections législatives. L'Australie avait reconnu ce droit en 1902, mais aucune femme n'y avait alors été élue. Représentant le Parti social-démocrate, Jenny Kilpiäinen est élue députée lors des élections législatives de mars 1907. Elle devient ainsi l'une des premières femmes parlementaires de l'histoire du pays.
Âgée de 24 ans, elle est alors la plus jeune de tous les députés. Elle se marie la même année, épousant un policier, Villehad Nuotio. Elle se retire alors de la vie politique et syndicale après sa très brève carrière, démissionnant du Parlement en juillet 1908,. 
Son mari meurt en 1913. Elle ne revient pas en politique, mais reprend son engagement syndical. En 1918, elle épouse Juho Upari,. 